# Titularbistum Trebia Augusta
Trebia Augusta (ital.: Trevi nel Lazio) ist ein Titularbistum der römisch-katholischen Kirche. Es geht zurück auf einen Bischofssitz in der Stadt Trevi nel Lazio, die sich in der italienischen Region Latium befindet.
| Titularbischöfe von Trebia Augusta |                   |                                             |                   |               |
| Nr.                                | Name              | Amt                                         | von               | bis           |
| 1                                  | Giovanni Pirastru | emeritierter Bischof von Iglesias (Italien) | 7. September 1970 | 31. März 1978 |